# Тенекиеният барабан (филм)
„Тенекиеният барабан“ (на немски: Die Blechtrommel) е драматичен филм с елементи на черна комедия от 1979 година на режисьора Фолкер Шльондорф. Сценарият на Шлюндорф в съавтоство с Жан-Клод Кариер и Франц Зайц е базиран на едноименния роман на Гюнтер Грас. Филмът е международна копродукция на Западна Германия, Франция, Полша и Югославия.
В центъра на сюжета е животът на момче от междувоенния Данциг, което решава да не порастне – фон за историята на възхода на националсоциализма и краха на Германия във Втората световна война. Главните роли се изпълняват от Давид Бенет, Ангела Винклер, Марио Адорф, Даниел Олбрихски.
„Тенекиеният барабан“ получава Оскар за най-добър чуждоезичен филм и наградата „Златна палма“ на Кинофестивала в Кан.